# ألان هاردينغ
ألان هاردينغ (بالإنجليزية: Alan Harding)‏ (14 مايو 1948 بسندرلاند في المملكة المتحدة - ) هو لاعب كرة قدم بريطاني في مركز الوسط. لعب مع نادي هارتلبول يونايتد ولينكولن سيتي أف سي ونيوكاسل بلوستار ‏ وريهوب كوليري ولفير ‏ وسبنيمور يونايتد ‏ ودارلينجتون إف سى.

## وصلات خارجية
- ألان هاردينغ على موقع قاعدة بيانات كرة القدم.إي يو (الإنجليزية)